# Киз-Жибек

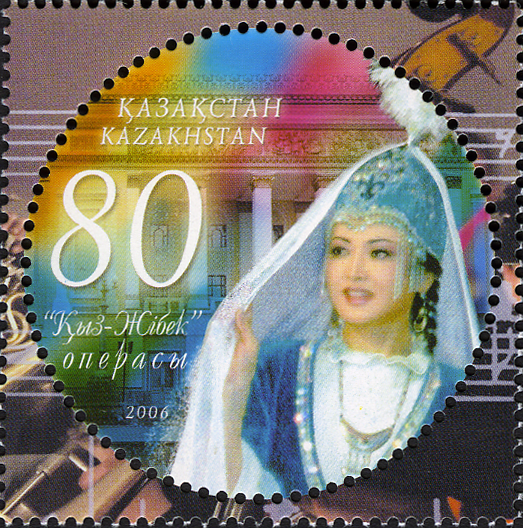

«Киз-Жибек» (каз. Қыз Жібек) — казахська народна ліро-епічна поема, названа за іменем героїні. У перекладі означає Дівчина-Шовк, Шовкова дівчина. Цей твір — перлина казахського фольклору. Казахська «Ромео і Джульєтта» оспівує вірність в любові, дружбі, відвагу і патріотизм.

## Сюжет
Історія кохання хороброго воїна Толеген з роду Жагалбайли / Жетиру і красуні Жибек з роду Шекти / Алімули / (обидва — Молодшого жуза) закінчується трагічно через міжплемінні чвари. Толеген, який боровся за руку і серце Жибек, був по-зрадницькому убитий Бекежаном (батир, суперник з роду Жибек). Жибек через 9 років стала дружиною молодшого брата Толегена Сансизбая.